# Биси Бисијел
Биси Бисијел (фр. Bussus-Bussuel) насеље је и општина у североисточној Француској у региону Пикардија, у департману Сома која припада префектури Абевил.
По подацима из 2011. године у општини је живело 312 становника, а густина насељености је износила 38,24 становника/km². Општина се простире на површини од 8,16 km². Налази се на средњој надморској висини од 42 метара (максималној 112 m, а минималној 47 m).

## Демографија
| 1962. | 1968. | 1975. | 1982. | 1990. | 1999. | 2011. |
| ----- | ----- | ----- | ----- | ----- | ----- | ----- |
| 247   | 248   | 220   | 221   | 223   | 247   | 312   |

График промене броја становника у току последњих година